# 李利·萊爾·豪艾里
小彌爾頓·豪艾里（英語：Milton Howery Jr.，1979年12月17日—）或稱為李利·萊爾·豪艾里（英語：Lil Rel Howery），美國男演員和喜劇演員。知名於NBC電視情景喜劇《傑洛向前衝》（2015年至2017年）中的羅伯·卡麥克爾（Robert Carmichael），以及電影《逃出絕命鎮》（2017年）中的TSA官員羅德·威廉斯（Rod Williams）一角。他還創作和製片、主演電視劇《雷爾》（2018年至2019年）。

## 個人生活
豪艾里於2008年11月24日與維琳娜·羅賓遜（Verina Robinson）結婚。他們育有兩個孩子。夫妻倆於2017年離婚。
2016年6月，豪艾里的車子在芝加哥大學村撞上另一輛車。另一輛車上的駕駛員與他發生爭吵，並最終致電911。據稱，豪艾里出手攻擊了對方的臉。豪艾里車上的駕駛自行肇事逃逸。警察到達並以輕度毆擊罪拘捕了豪艾里，事後被判無罪。該名駕駛狀告豪艾里出手使自己受傷。

## 外部連結
- 李利·萊爾·豪艾里在互联网电影资料库（IMDb）上的資料（英文）